# Orange Polska (grupa kapitałowa)
Grupa Kapitałowa Orange Polska (dawniej Grupa TP) – polska grupa kapitałowa, której podmiotem dominującym jest Orange Polska. Stanowi część międzynarodowej grupy kapitałowej Orange, będącej właścicielem globalnej marki Orange.
Ogólne przychody grupy kapitałowej w roku 2012 przekroczyły 14,7 mld złotych, przychody ze sprzedaży wyniosły ponad 14,1 mld złotych, co plasuje ją na pozycji lidera w branży telco i IT rankingu największych firm Polityki, także pod względem zatrudnienia (22413 osób).
W skład grupy wchodzą (według stanu na 31 grudnia 2013):
- Orange Polska S.A.
- Orange Retail S.A.
- Orange Customer Service sp. z o.o.
- Integrated Solutions sp. z o.o.
  - Datacom System S.A.[4]
- Orange Szkolenia sp. z o.o.
- TP Edukacja i Wypoczynek sp. z o.o.[a][5]
- TP Invest sp. z o.o.
  - Contact Center sp. z o.o. – sprzedane 25.08.2015[6]
  - Telefon 2000 sp. z o.o.[b]
  - Telefony Podlaskie S.A. – 89,27% kapitału
  - TP TelTech sp. z o.o.
  - TPSA Eurofinance France S.A. (Francja) – 99,99% kapitału
- Pracownicze Towarzystwo Emerytalne Telekomunikacji Polskiej S.A.
- Fundacja Orange
- Telekomunikacja Polska sp. z o.o.

Orange Polska (poprzez nieistniejący obecnie PTK Centertel) i T-Mobile Polska utworzyły spółkę joint venture NetWorkS! Sp. z o.o., w której Orange Polska posiada 50% udziałów.
W kolejnych latach skład Grupy Kapitałowej został rozszerzony m.in. o spółkę BlueSoft (przejętą w 2019 roku) oraz Craftware (przejętą w 2020 roku).

## Historia
26 października 2005 roku Telekomunikacja Polska wykupiła od France Telecom 34% udziałów w spółce PTK Centertel i stała się wyłącznym właścicielem PTK. Następnie 31 grudnia 2013 r. nastąpiło przeniesienie całego majątku PTK Centertel sp. z o.o. oraz Orange Poland sp. z o.o. na spółkę Telekomunikacja Polska S.A. (łączenie przez przejęcie), Przejmująca spółka zmieniła jednocześnie nazwę na Orange Polska S.A.